# Plany a les víctimes d'Hiroshima

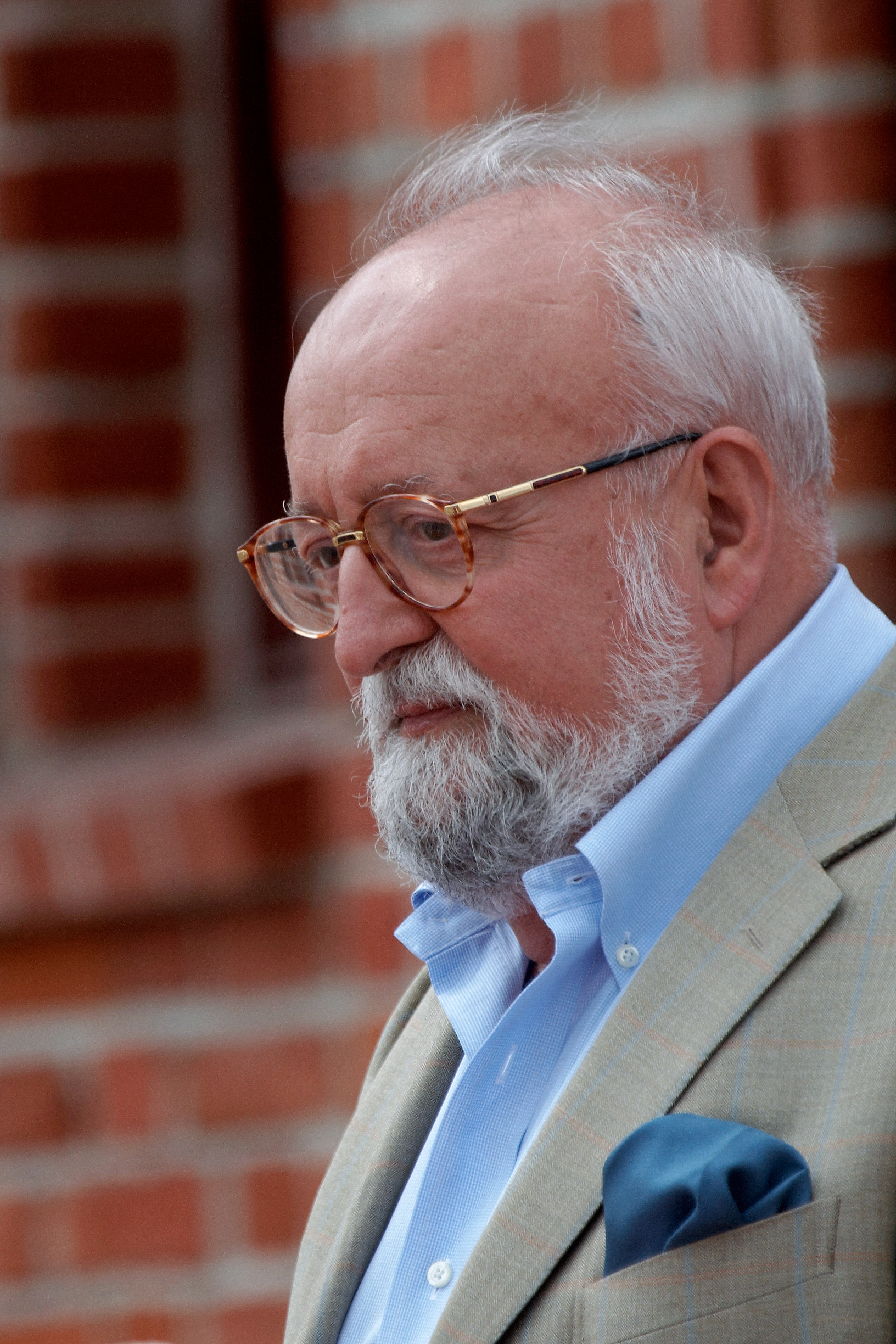
Krzysztof Penderecki, Gdańsk, 2008

Plany a les Víctimes d'Hiroshima és una composició musical per a 52 instruments de corda, composta per Krzysztof Penderecki l'any 1960. Està dedicada als residents de la ciutat d'Hiroshima que van resultar ferits o morts durant el primer atac amb armes nuclears de la història. La composició va obtenir el tercer premi de la Competició de Composició Grzegorz Fitelberg a Katowice l'any 1960 i va guanyar el premi Tribune Internationale des Compositeurs UNESCO l'any 1961.

## Descripció
La duració de la composició és de 8 minuts i 37 segons sobre el paper. Originalment titulada 8'37", utilitza recursos del sonorisme, propi de l'època, que tendeix a focalitzar en característiques tímbriques, textures, articulacions, dinàmiques i sensació de moviment per aconseguir alliberar la forma, tot presentant un contrapunt rigorós que s'expressa de manera no convencional a la partitura. Amb això, la intenció de Penderecki era la de "desenvolupar un nou llenguatge musical". El mateix Penderecki va dir més endavant que "la obra existia només en la meva imaginació, d'una manera més o menys abstracta". Quan finalment va escoltar-ne la interpretació en directe, "em va colpejar la càrrega emocional de l'obra ... vaig buscar-hi associacions i finalment vaig decidir dedicar-la a les víctimes d'Hiroshima". 
La peça arriba a utilitzar fins a 52 instruments de corda, la sonoritat dels quals es fon gràcies a la manipulació sonorista i el tractament contrapuntístic. D'acord amb les paraules del crític Paul Griffiths, l'obra provoca "la intranquilitat de l'oient amb l'elecció de referir-se a un esdeveniment tan terrible a partir dels crits de les cordes de l'orquestra". La construcció vertical de l'obra és variada, ja que presenta 24 violins dividits en quatre seccions, 10 violes dividides en dues seccions, 10 violoncels dividits en dues seccions i 8 contrabaixos també dividits en dos grups. Els clústers aguantats de l'obra - que inclouen vibratos, slaps, tocar sobre el cordal i darrere el pont - s'expressen a la partitura com a conjunts de línies negres. En certs passatges, Penderecki adopta la tècnica aleatòria, oferint als intèrprets la capacitat d'escollir la tècnica d'execució o bé certs graus de vibrato. Però la obra conté indicacions temporals estrictes, anotades en segons, i també clústers indicats amb notes específiques. A això s'hi suma una hipertonalitat definida per la utilització de quarts de to, alçades que conformen clústers i la creació de masses sonores.

## Ús a altres obres
En cinema, s'han utilitzat fragments de l'obra a Children of Men, d'Alfonso Cuarón (2006), The People Under the Stairs de Wes Craven (1991) i a la sèrie de televisió Twin Peaks de David Lynch (2017). En música, es van samplejar fragments de l'obra a una de les versions de You Love Us de Manic Street Preachers (1991) i també a Bird Games de SebastiAn (2010)